# Clube da Universidade Pedagógica
Clube da Universidade Pedagógica, conhecido como UP , é uma tradicional equipa multidesportiva, sediada na cidade de Maputo, em Moçambique. Está vinculada a Universidade Maputo.
Compete em campeonatos de futebol, basquetebol, andebol, atletismo, voleibol, além de outras modalidades.
Participa na Liga Moçambicana de Basquetebol.